# Viola Leuchter
Viola Charlotte Leuchter (* 15. Juni 2004 in Aachen) ist eine deutsche Handballspielerin, die für den dänischen Erstligisten Odense Håndbold aufläuft.

## Karriere

### Im Verein
Viola Leuchter begann das Handballspielen beim deutschen Verein TV Weiden. Nachdem die Rückraumspielerin anschließend beim BTB Aachen gespielt hatte, wechselte sie im Jahr 2019 zu Bayer Leverkusen. Dort lief sie anfangs sowohl mit der A-Jugend in der A-Juniorinnen Bundesliga als auch mit der 2. Damenmannschaft in der 3. Liga auf. Mit der A-Jugend wurde sie im Jahr 2021 deutsche Vizemeisterin. Leuchter gab am 24. Oktober 2021 ihr Bundesligadebüt im Heimspiel gegen den Buxtehuder SV. Bis zum Saisonende 2021/22 erzielte sie 47 Treffer in der Bundesliga. Im Juni 2022 gewann Leuchter mit der A-Jugend die deutsche A-Jugendmeisterschaft. Im Finale gegen die HSG Blomberg-Lippe war sie mit zehn Treffern die torgefährlichste Spielerin ihrer Mannschaft. Im Sommer 2024 wechselte sie zum Ligakonkurrenten HB Ludwigsburg. Mit Ludwigsburg gewann sie 2025 sowohl die deutsche Meisterschaft als auch den DHB-Pokal. Im Sommer 2025 schloss sie sich dem dänischen Erstligisten Odense Håndbold an.

### In Auswahlmannschaften
Leuchter wurde erstmals im März 2019 zu einem Lehrgang der deutschen Jugendnationalmannschaft eingeladen. Mit der deutschen Auswahl gewann sie die Silbermedaille bei der U-17-Europameisterschaft 2021. Leuchter war mit 55 Treffern beste Torschützin des Turniers und wurde in das All-Star-Team berufen. Bei der im folgenden Jahr ausgetragenen U-18-Weltmeisterschaft, in deren Verlauf Leuchter 42-mal traf, schloss die die deutsche Auswahl das Turnier auf dem zehnten Platz ab. Im Frühjahr 2023 wurde sie zum ersten Mal zu einem Lehrgang der A-Nationalmannschaft eingeladen. Am 3. März 2023 erzielte sie zwei Treffer in ihrem Länderspieldebüt gegen Ungarn. Ihre erste Turnierteilnahme mit der deutschen Auswahl war die Weltmeisterschaft 2023, bei der Deutschland den sechsten Platz belegte. Leuchter erzielte 25 Treffer und wurde am Turnierende vom Weltverband als „beste junge Spielerin“ ausgezeichnet. Im Jahr 2024 nahm sie an den Olympischen Spielen in Paris teil.